# Томсен, Тилль
Тилль То́мсен (нем. Till Thomsen) — немецкий кёрлингист.
В составе мужской сборной Германии участник чемпионата мира 1996.
Играл на позициях первого.

## Команды
| Сезон   | Четвёртый | Третий         | Второй                | Первый       | Запасной     | Турниры           |
| ------- | --------- | -------------- | --------------------- | ------------ | ------------ | ----------------- |
| 1995—96 | Джонни Яр | Свен Гольдеман | Андреас Фельденкирхен | Тилль Томсен | Дирк Хорнунг | ЧМ 1996 (9 место) |

(скипы выделены полужирным шрифтом)